# میران خسرو
میران خسرو (انگلیسی: Miran Khesro؛ زادهٔ ۱ ژوئیهٔ ۱۹۸۹) یک بازیکن فوتبال کردتبار اهل عراق است.
از باشگاه‌هایی که در آن بازی کرده‌است می‌توان به اربیل اشاره کرد.
وی همچنین در تیم ملی فوتبال کردستان عراق و تیم ملی فوتبال عراق بازی کرده است.